# Korstog
Korstog er en serie felttog pågående fra 1096 til 1291. De fleste var godkendt af paven, og kan ses som modtræk til flere århundreders islamisk ekspansion. De fleste havde som mål at sikre kristen kontrol over Det hellige land, som var under muslimsk kontrol.
I en bredere forstand bruges ordet "korstog" ofte om kampagner omkring specielle temaer, såsom det britiske "Jarrow-korstog" mod arbejdsløshed i 1936.

## Baggrund
Især det første korstog skyldtes middelalderens fremvækst af en ridderklasse. Med Frankerrigets sammenbrud sidst i 800-tallet, samt stabiliseringen af europæiske grænser, efterhånden som vikinger, slavere og magyarer blev kristnet, begyndte ridderne at strides indbyrdes. Europa var plaget af indre splid. Den tyske kejser Henrik 4. havde været bandlyst af paven, og fået valgt en modpave til at krone sig til kejser. I Spanien begyndte Reconquista på denne tid, og på Sicilien sloges normannerne iblandt mod saracenere. Mange yngre adelssønner blev lokket af mulighederne efter et korstog. Særligt i Frankrig sikrede den feudale samfundsorden med odelsret, at kun den ældste søn arvede odelsjorden, mens de yngre måtte finde en anden levevej, såsom at hverve sig til krigstjeneste. Kirken forsøgte at få en slut på det, blandt andet med "Guds fred"-bevægelsen, stiftet ved et kirkemøde i Le Puy i 975. Det udviklede sig til "Guds våbenhvile", som i 1042 forbød krig fra onsdag aften til mandag morgen hver uge, i pinsen og adventstiden, samt på en lang række helligdage. "Guds fred" førte til oprettelsen af et kirkeligt militær, som kunne sættes ind under korstogene, men som også lagde grundlaget for de moderne fredsbevægelser.
Skulle paven nu opfordre folk til voldsudøvelse for at generobre Kristi grav, måtte han finde noget hos kirkefædrene, som kunne få vold til at fremstå som moralsk højværdig. I 1074 opfordrede pave Gregor 7. milites Christi (= Kristi soldater) til at komme den byzantinske kejser til undsætning efter hans nederlag i slaget ved Manzikert i 1071. Imidlertid lå pave Gregor i strid med den tyske konge og kejser (investiturstriden), så det blev først hans efterfølger, pave Urban 2., der kom til at virkeliggøre idéen.
Tyrkiske stammer pressede samtidig Byzans meget hårdt, og de muslimske styrker stod meget stærkt over for det svækkede kejserrige. Både Vesteuropa og Orienten var i fremgang i modsætning til det østromerske rige, der både økonomisk og militært var i en nedgangsperiode. Paven i Rom havde meget stor magt i et meget religiøst, men splittet Europa. Patriarken i Konstantinopel og paven i Rom havde en fælles fjende i de vantro muslimer, men var indbyrdes uenige.
En af de vigtigste forudsætninger var forholdet mellem den østromerske kejser og den katolske pave. De havde længe haft et særdeles køligt forhold, men da den byzantinske kejser Alexios 1. i Konstantinopel anmodede pave Urban 2. om hjælp mod de tyrkiske hære i 1095, var paven ikke sen til at træde i karakter. Han opfordrede til et korstog mod Jerusalem i november 1095. Fra pavens synsvinkel var det en kærkommen lejlighed til at manifestere sin magt under investiturstriden og skabe et bedre sammenhold mellem de europæiske konger og magthavere.
Den voksende fromhed blandt Europas befolkning gav større tilslutning til pilgrimsrejser. Efter tyrkernes indtrængen i Lilleasien blev store dele af infrastrukturen ødelagt, da Byzans tabte herredømmet over Syrien og Palæstina til forskellige tyrkiske fyrster. Vejen til Jerusalem blev dermed meget besværlig og farlig. Beretninger om muslimske angreb på kristne pilgrimme nåede vesten, og opildnede til had mod muslimer. Mange gejstlige og verdslige fyrster ønskede militær handling, som pave Urban 2. fra 1095 lagde op til.

### Livssyn og verdensbillede
Efter Romerrigets fald kom der en ny samfundsstruktur i Europa: feudalismen med fyrster, konger og pave øverst, fulgt af godsejere og adel og nederst bønderne, der dyrkede jorden og betalte afgifter til godsejerne. Godsejernes opgave var at beskytte bønderne og opretholde lov og orden, samt stille med en hær, når fyrsten befalede det. Fyrsterne havde det privilegium at vælge en ny konge, og dermed styrede de indirekte landet. Sammen med kirken udgjorde fyrsterne og kirken den europæiske højkultur og magtklasse.
Skatteopkrævning, infrastruktur, pengesystem og retssystem fandtes næppe i denne hierarkiske periode. Denne samfundsstruktur medførte talrige krige mellem konger og statsdannelser, der prægede Europa. Fyrsterne havde stor erfaring med krigsførelse. Kirkens rolle var meget markant, da den var repræsenteret i enhver administration. I det politiske magtspil deltog de skiftende paver og bisper ivrigt, men i længden sejrede den verdslige magt, men højmiddelalderen var kendetegnet ved en meget magtfuld kirke, der er en af årsagerne til opbakningen til korstogene, der blev befalet af paven.

## 1. korstog 1096-1099

### Skriftlige kilder
De skriftlige kilder til første korstog er:
- 1.	Gesta Francorum (= Frankernes bedrifter) nedskrevet umiddelbart efter Jerusalems fald, dvs. omkring 1100 af en anonym følger af Bohemond af Taranto.
- 2.	Fulcher af Chartres fra Stephen af Blois' følge nedskrev sin beretning kort tid efter.
- 3.	Raymond af Aguilers, kapellan for grev Raymond af Toulouse, fortæller udfyldende om det angivelige fund av den hellige lanse.
- 4.	Radulf af Caën var kapellan for Bohemond af Taranto og skrev en biografi om Bohemonds nevø Tancred omkring 1112.
- 5.	Albert af Aachen skrev et værk i tolv bind om det første korstog.
- 6.	Anna Komnenas biografi som sin far, kejser Alexios 1.
- 7.	Matthæus af Edessa var en armensk kristen.
- 8.-9.	To muslimer, Ibn al-Athir og Sibt Ibn al-Jawsi, skrev om korstoget fra modstandernes synsvinkel.[5]

### Clermont, november 1095
Pave Urban indkaldte til et kirkemøde i Clermont i november 1095, hvor han for en mægtig folkeskare kom med en brændende opfordring til at befri Kristi grav fra de vantro, og under stor begejstring vedtog man at mødes året efter i Konstantinopel for med samlede kræfter at tilbageerobre staden. Alle, som deltog i denne guddommelige opgave, var sikret plads i Himmerige. Et citat fra talen:
| Citat | Jeres brødre, som lever i østen har stort behov for jeres hjælp, og I må haste med at komme dem til undsætning, som det så ofte er blevet lovet dem. For, som de fleste af jer har hørt, tyrkerne og araberne har angrebet dem og har erobret Romanias territorium [det Byzantinske Rige) så langt vestpå som til Middelhavet og Hellespont, det vi kalder St. Georgs Arm. De har besat flere og flere af de kristnes lande, og har besejret dem i syv slag. De har dræbt og fanget mange, og har ødelagt kirkerne og lagt riget øde. Hvis I tillader at fortsætte således et stykke tid endnu vil de som tror på Gud blive angrebet endnu mere. På baggrund af dette bønfalder jeg, eller snarere Gud, jer som Kristi sendebude om at offentliggøre dette allevegne og overtale alle uanset rang, infanterister, riddere, rig og fattig om at komme disse kristne til hjælp snarest og fjerne denne onde race fra vores venners land. Desuden er det Kristi krav. | Citat |
|       | |       |

Pave Urban besøgte også Bordeaux, Toulouse og Montpellier, og det var første gang i 50 år, at en pave havde været nord for Alperne. Tre et halvt år senere, 15. juli 1099, blev Jerusalem generobret. Urban præsenterede korstoget som en valfart, hvorved deltageren ville opnå tilgivelse for sine synder. Hans motto for foretagendet var Deus vult! (= Gud vil det!) Skøder fra korstogstiden viser, at ridderne følte behov for tilgivelse. I 1000-tallet var ejendomsoverdragelse endnu ikke så formaliseret, og sælgerne har iblandt skrevet i dokumenterne, hvad deres motiv var for at rejse ud. Ridder Nivelo af Fréteval skrev som i et skriftemål: "Straks en impuls af krigersk vildskab hidsede mig, samlede jeg en rytterbande og en flok tilhængere. Så slog jeg ned på landsbyen [og plyndrede den]. Nu drager jeg derfor som pilgrim til Jerusalem, som stadig er i lænker med sine sønner, for at få Guds tilgivelse for mine onde gerninger."
Pave Urbans tale faldt i god tråd med den augustinske tankegang, der var fremherskende i middelalderen. Den byggede på en indædt kamp mellem Gud og djævelen: de kristne på den ene side, og hedningene på den anden. Det var enhver kristen borgers pligt at udbrede kristendommen, om ikke med ord så med sværd. Alle dårligdomme blev opfattet som djævelens værk og skulle bekæmpes med alle midler. En engelsk krønike beskriver meget rammende begejstringen for korstogsidéen: "Waliserne forlod deres krybskytteri, skotterne deres vante lus, nordmændene deres svælgen i fisk og danskerne deres uophørlige druk, alle for at drage til Jerusalem."
Mange blev drevet af religiøs begejstring; andre længtes væk fra trange forhold og håbløs fattigdom. Eventyrlyst og ærgerrighed var også elementer. Den mest åbenlyse motivation har dog været, at alle korsfarere fik pavens garanti for, at deres synder ville blive tilgivet. "Enhver, som for troen alene og ikke for at opnå ære eller penge, drager til Jerusalem for at befri Guds kirke, vil få denne færd regnet for hele sin bod," lovede paven.

### Pogromer
Nogle af de fremmødte tog ikke til Det hellige land, men angreb i stedet jødiske samfund rundt om i Tyskland og Frankrig. Grev Emicho af Leiningen påstod, at Kristus havde vist sig for ham og lovet ham at blive kejser, hvis han fik omvendt Europas jøder til kristendommen. Gejstligheden prøvede at beskytte jøderne, men især i Rhinland kom det til frygtelige massakrer i Worms, Mainz, Köln og Trier. Grev Emichos rejste omkring med 10.000 tilhængere, der myrdede 800 jøder i Worms 18. maj og mindst 1.100 i Mainz 27. maj. Antisemitisme havde eksisteret i flere hundrede år, men dette var de første organiserede pogromer i europæisk historie. Nogle korsfarere - ikke mindst grev Emicho selv - mente at jøderne var lige så meget korsets fjender som muslimerne. Mange følte også modvilje mod jøder efter at være tvunget til at tage store lån op hos dem for at få råd til at deltage i korstoget. I Regensburg blev mange jøder tvangsdøbt i Donau, og resten myrdet af korstogsfarerne.

### Korstoget
Det egentlige korstog, der drog fra Vesteuropa i 1096, bestod af veltrænede og veludrustede riddere. Blandt korstogets ledere var Godfred af Boullion, Raymond af Toulouse, Eustace af Boulogne, Bohemond af Taranto, Balduin af Flandern og Robert 2. af Normandiet. To grupper manglede blandt korsfarerne. Den ene gruppe var regenterne. Den tyske kejser Henrik 4. var i konflikt med paven, mens Vilhelm Rufus skændtes med den engelske gejstlighed, og den franske kong Filip var bandlyst for ægteskabsbrud. Den andre manglende gruppe var munkene. Deres løfter bandt dem til klostrene, hvor de skulle bekæmpe djævelen med bønner, ikke med sværd. Til sidst blev pave Urban nødt til at udsende en erklæring: "Vi forbyder dem at rejse!"
Alle drog ad forskellige veje til Konstantinopel, hvor kejser Alexios 1. Komnenos nægtede dem adgang og først satte dem over Bosporus, da de svor, at alt erobret land skulle tilfalde kejseren. Det svor de så, men kun Nikæa, samt nogle få andre områder, blev overdraget ham.
I foråret 1097 var korstogshæren sat over til Lilleasien, og den begav sig mod syd og øst ved fortrinsvis at holde sig til kysten. I bagende varme marcherede hæren gennem Lilleasien og blev gentagne gange udsat for angreb fra tyrkerne, der med deres hurtige heste og korte buer tilføjede korsfarerhæren store tab. Imidlertid blev en del byer tilbageerobret, og i 1098 formåede korsfarerne at indtage både Edessa og Antiokia. Antiokia holdt længe stand og var først endelig indtaget i slutningen af juni 1098, og kort efter indtagelsen blev korsfarerne selv belejret af muslimerne. Det lykkedes imidlertid at overvinde disse, således at marchen kunne fortsætte mod syd, hvor flere og flere byer faldt i korsfarernes hænder.
I juni 1099 erobrede hæren Jerusalem. En anonym kristen kilde fra samtiden beretter om indtagelsen af Jerusalem:
| Citat | Men da den time var inde, da vor Herre Jesus Kristus led for os på korset [fredag den 15. juli 1099], gik vore riddere i tårnet, hertug Godfred og hans bror, grev Eustace, voldsomt til angreb. En af vore riddere, ved navn Lethold, klatrede over bymuren, og så snart byens forsvarere så det, flygtede de alle bort fra muren. Så fulgte vores mænd efter dem, og huggede hovederne af dem hele vejen til Salomos tempel.(...)Der var sådant et slagteri, at vores mænd vadede i blod til op over anklerne. (…) Og vore pilgrimme strømmede ind i byen, og forfulgte og slagtede saracenerne hele vejen til Salomos tempel, hvor tyrkerne havde samlet sig. Fjenden kæmpede voldsomt hele dagen igennem, og deres blod flød gennem templet. | Citat |
|       | |       |

Indtagelsen blev et veritabelt blodbad, men korsfarerne havde nu fuldført deres mission. Nu gjaldt det om at forsvare det, der var vundet, og det Hellige Land blev derfor delt i en række enheder, som skulle forsvares: Grevskabet Edessa, fyrstendømmet Antiokia, grevskabet Tripoli og kongeriget Jerusalem. Sidstnævnte fik den overordnede magt, her blev magten efter erobringen varetaget af Godfred af Boullion og senere hans broder Balduin. Kejser Alexios fik således intet ud af erobringen, andet end at han slap af med korsfarerne, uden at hans eget land blev plyndret. I tiden efter 1099 blev de kristnes magt i det Hellige Land konsolideret, og først i 1140'erne fik muslimerne en leder, der formåede at give de kristne igen.
Svend Estridsens søn Svend Korsfarer deltog og faldt i kamp i Tyrkiet i 1097, da en gruppe nordiske krigere blev overfaldet og nedkæmpet ved Nikæa.

## 2. korstog 1147-1149
Korstoget blev sat i gang på initiativ af Bernhard af Clairvaux, der inspirerede Ludvig 7. til at gå i spidsen, da der blev kaldt om hjælp fra Antiokia og Edessa i Syrien, der var blevet erobret under det første korstog.

### Baggrund
Det ny rige, hvis første konge var Gotfred af Bouillon og efter hans død (1100) hans højtbegavede og kraftfulde broder Balduin af Edessa, nåede vel herredømmet over Palæstina og det gamle fønikerland, men løst sammensat, som det var, af mange len og truet fra alle sider af fanatiske fjender, var dets eksistens stadig usikker, og et nyt korstog var derfor påtrængende nødvendigt, men først efterretningen om Edessas fald (1144) bragte det andet korstog (1147—49) i stand.
Det var atabekken (statholder) i Mosul, Emadeddin Zenki, der havde bemægtiget sig staden, en erobring, der vakte jubel blandt muhammedanerne overalt i Mellemøsten, men blandt de kristne skræk og sorg, der blev endnu større, da Zenkis søn og efterfølger Nureddin to år efter ødelagde byen og solgte indbyggerne som slaver. Pave Eugenius 3. gjorde derfor store anstrengelser for at bringe et korstog i stand, men mest af alt virkede Bernhard af Clairvauxs opfordringer til Europas konger; bevæget af hans indtrængende forestillinger besluttede både den tyske konge Konrad 3. og den franske konge Ludvig 7. at foretage et korstog med målet at generobre Edessa.

### Forløb
I foråret 1147 satte de to kongers hære (omkring 150.000 ryttere og mindst fire gange så mange fodfolk) sig i bevægelse. De rejste hver for sig til Konstantinopel, hvor de forhandlede med den østromerske kejser Manuel Komnenos. Komnenos lå i krig med den normanniske kong Roger 2. af Sicilien og havde derfor indgået en våbenhvile med sin anden fjende seldsjukkerne. Komnenos var desuden på vagt, fordi han frygtede, at de to store hære ville angribe ham, og fordi korsfarerhærene havde ry for at plyndre, hvor de kom frem. Der var således flere mindre træfninger mellem de tyske tropper og byzantinske vagter. Den franske hærs forhold til Komnenos var bedre, selvom de politiske forhold i området havde ændret sig siden kong Ludvig og Komnenos først forhandlede den franske hærs passage. På grund af våbenhvilen var Komnenos ikke i stand til at støtte den franske fremmarch gennem seldsjukkernes territorium, som han havde lovet, hvilket nogle af franskmændene anså for et forræderi. Men kong Ludvig arbejdede for at opretholde alliancen mellem Frankrig og Konstantinopel og forblev på god fod med grækerne.
På vej gennem Lilleasien valgte den tyske kong Konrad at angribe seldsjukkernes hovedstad Iconium (i dag Konya). Her blev hans tyske hær besejret i slaget ved Dorylaion 25. oktober 1147 - kongen blev selv såret i slaget, og størstedelen af hans soldater blev dræbt eller taget til fange. Den franske hær mødte resterne af den tyske hær på deres march gennem Anatolien og vandt et mindre slag uden for Efesos, før de led et stort nederlag ved Kadmosbjerget, hvorefter kong Ludvig besluttede at sejle til Antiokia i stedet for at fortsætte marchen. Ankommet til korsfarerriget holdt de to konger nu et koncil i Akko med lederne af Jersualems Haute Cour, hvor de besluttede at angribe Damaskus. Damaskus' emir var ellers allieret med korsfarerne, og nogle af Jerusalems baroner frarådede et sådant angreb, men tempelridderne og Jerusalems kong Balduin 3. ønskede at opnå kontrol over byen. Belejringen mislykkedes: korsfarerhæren måtte give op efter kun fire dage og led store tab under tilbagetrækningen.
Vestlige kilder såsom Odo af Deuil og også syriske kristne kilder anklagede i deres forklaring af kongernes nederlag den østromerske hersker Komnenos for at have forrådt de vestlige hære til tyrkerne. Moderne historikere har ofte beskrevet, at det fejlslagne korstog resulterede i en generel antigræsk stemning i Europa, men historikeren Timothy Reuter finder ikke belæg for, at sådan en stemning skulle findes uden for de få kirkelige kilder, der er tydeligt antigræske.

### Følger
Sultan Nureddin gjorde sig nu til herre i Syrien til stor fare for Jerusalem, og efter hans død fik det kristne rige en endnu frygteligere fjende i Saladin (Salaheddin), der 1171 styrtede det fatimidiske kalifat i Cairo og gjorde sig til sultan i Egypten. Denne fyrste underlagde sig Syrien og en del af Palæstina med kystbyerne, men tilstod kongen af Jerusalem en våbenstilstand, hvorved den hellige stad foreløbig blev reddet; men da en kristen ridder overfaldt en karavane i omegnen af Hebron, brød krigen ud igen, og den kristne hær led et afgørende nederlag ved Hittin i nærheden af Tiberias ved Genesaret Sø (juli 1187), hvoraf følgen blev Jerusalems fald (3. oktober).

## 3. korstog 1189-1193

### Baggrund
Fra 1169 havde Saladin indtaget Egypten og havde sat et mål om at drive kristne væk fra den østlige del af Middelhavet. Efter at have erobret Syrien kunne han omringe korsfarerstaten, og den 4. juli 1187 overvandt han den i slaget ved Hattin. Den 2. oktober overgav Jerusalem sig, og derefter var det kun Antiokia, Tripoli, Tyrus og Margat, som var under kristen kontrol.
Pave Gregor 8. rettede henvendelser til kongerne af England og Frankrig og bad om hjælp til at generobre de tabte områder. Henrik 2. af England og Philip 2. af Frankrig sluttede fred med hinanden, og begge igangsatte finansieringen i form af "Saladin-tiende", en skat, der skulle finansiere et nyt korstog. Men krigen mellem de to lande brød hurtigt ud igen, og oveni begyndte Henrys søn Richard Løvehjerte et oprør mod sin far.

### Den tyske deltagelse
Frederik Barbarossa reagerede også på pavens opfordring og optog opfordringen om at drage på korstog omkring 27. marts 1188. Han drog i 1189 af sted med den første gruppe korsfarere. Den byzantinske kejser, Isak 2. Angelus, havde indgået en hemmelig aftale med Saladin og udgjorde derfor en fare for Frederik. De tyske korsriddere rejste derfor gennem det Byzantinske Rige så hurtigt, som de kunne, og den 18. maj 1189 tog de Ikonium, seldsjukkernes hovedstad. 10. juni 1190 fik den tyske deltagelse i korstoget en brat ende, da Frederik druknede i floden Saleph. Selv om hans hær var større end Saladins, stod den nu uden en samlende leder og begyndte straks at falde fra hinanden. De, der blev tilbage, blev hurtigt slået af Saladins styrker, da de kom til Syrien.

### Den engelske og franske deltagelse
Richard og Philip rejste hver for sig ad søvejen i 1191. Richard stoppede på Cypern, hvor han blev fornærmet af den uafhængige byzantinske hersker. Ved udgangen af maj havde han erobret hele øen, som han solgte til Guy af Lusignan, som var nominel konge i Jerusalem.
I mellemtiden var Philip ankommet til Tyrus, hvor han fandt en allieret i Konrad af Montferrat. Konrad krævede tronen i Jerusalem og ønskede derfor at være den, der generobrede byen. De belejrede Acre i april 1191 med støtte fra resterne af Frederiks styrker. Richard kom omsider frem og overtog kommandoen. Et forsøg på at bryde belejringen mislykkedes, og korsridderne indtog byen den 12. juli. Nu udbrød der en magtkamp mellem de tre kristne ledere, Richard, Philip og Leopold 5. af Østrig. Leopold ville anerkendes på lige fod med de to andre, men Richard fjernede det tyske flag fra byen, hvilket fornærmede Leopold. Leopold og Philip blev frustrerede og forlod det Hellige Land i august 1191.

### Angrebet på Jaffa
Den 22. august 1191 henrettede Richard 3.000 muslimske fanger i Acre, fordi han mente, at Saladin ikke overholdt kapitulationsvilkårene. Han besluttede derefter at erobre havnebyen Jaffa, som han havde brug for for at være i stand til at angribe Jerusalem. Undervejs blev han angrebet af Saladin på Arsuf i september, men Richard vandt en solid sejr.
I januar 1192 var Richard klar til at drage til Jerusalem, men Saladin havde i mellemtiden fået forstærkninger og befæstede byen. Richard kom inden for synsvidde af Jerusalem to gange, men begge gange vendte han om, fordi Saladins styrker var for stærke. Han formåede dog at afvise et angreb fra store styrker mod Jaffa den 31. juli.

### Fredsaftalen og dens følger
Den 2. september 1192 indgik Saladin og Richard en aftale, der betød, at Jerusalem skulle forblive under muslimsk kontrol, mens de kristne pilgrimme stadig skulle kunne besøge byen. Samme år vendte Richard Løvehjerte hjem, fordi hans broder, prins John, forsøgte at overtage tronen. Oprindeligt skulle kong Richard være blevet i Det Hellige Land til påsken 1193, men han var nødt til at vende hjem da problemerne hobede sig op. Mod slutningen af måneden forlod Richard derefter Det Hellige Land, hvilket markerer afslutningen på den tredje korstog. Hvis han var blevet der til påsken, ville situationen have set meget anderledes ud. Saladin døde nemlig tre uger før påske, og muslimerne formåede ikke at opretholde den enighed, som Saladin havde skabt.
Tyskerne, der forblev i det Hellige Land efter korstoget, udgjorde kernen i det, der blev den Tyske Orden.
Det forhold, at korsfarerne ikke formåede at befri Jerusalem, betød, at der udgik en opfordring til et fjerde korstog seks år senere.

## 4. korstog 1202-1204
Venedig – Konstantinopel
Under det fjerde korstog ødelagde korsfarerne Konstantinopel – verdens største by – i 1204, selv om det var en kristen (græsk ortodoks) by, og plyndrede den. Dette betragtes som en af katolicismens skampletter, og fik pave Johannes Paul 2. til den 4. maj 2001 officielt at undskylde overfor den græsk-ortodokse kirke ved et personligt møde med den Økumeniske Patriark.
Korstogets oprindelige formål var, som med de tidligere korstog, at tilbageerobre Jerusalem og Det hellige land. Korstogets ledere havde dog besluttet, at det af strategiske og økonomiske årsager ville være mest effektivt at angribe Egypten først, men sørgede for, at de menige korsfarere ikke fik noget at vide om dette. Det havde i det tredje korstog vist sig, at korsfarerhærene kunne være så opsatte på at befri Jerusalem, at de nægtede at indvillige i deres overordnedes planer, hvis disse ikke koncentrerede sig om Det hellige land.
Oprindeligt ønskede pave Innocens at få den engelske konge Richard Løvehjerte og den franske konge Filip 2. August til at deltage, ligesom de begge havde deltaget i det tredje korstog, men blandt andet på grund af deres indbyrdes konflikter var det ikke muligt. I stedet var det en række grever, hovedsageligt fra Frankrig, der kom til at lede det fjerde korstog. Oprindeligt var korstogets ledelse uofficielt delt mellem tre af dets initiativtagere: Grev Thibaut af Champagne, en af de højst rangerende adelsmænd i Frankrig; dennes fætter, grev Louis af Blois, samt grevBalduin af Flandern. Da den unge grev Thibaut imidlertid døde allerede i maj 1201, måtte de tilbageværende korsfarere finde nogen til at overtage Thibauts plads. Valget faldt på markgreve Bonifacius af Montferrat i Norditalien, hvis prestige var så stor, at han blev tilbudt fuld kontrol over hele korsfarerhæren, hvilket han tog imod.
Korstogets ledere sendte seks udsendinge til den mægtige handelsby Venedig for at lave en aftale med venetianerne om at sejle den kæmpemæssige korsfarerhær til Egypten. Venetianerne indvilligede mod betydelig betaling i at bygge og klargøre en mægtig flåde til korsfarerne. Udsendingene havde dog voldsomt overvurderet antallet af korsfarere, som de troede ville møde op i Venedig, og endte derfor med en flåde, der var langt større, end de skulle bruge, samt med en kolossal gæld til venetianerne.
For at korstoget ikke skulle falde fuldstændigt til jorden, indvilligede korstogets ledere i at bruge korsfarerhæren til at angribe den nærliggende havneby Zara, som var en rival til Venedig. Herved kunne korsfarerne få eftergivet noget af deres gæld til venetianerne, og korstoget kunne fortsætte. Da Zara var en kristen by, som var underlagt den ungarske konge, der, på papiret, også var korsfarer, var der mange, der forlod ekspeditionen i protest. Pavens stedfortræder på korstoget accepterede, at dette angreb på kristne var en nødvendighed for, at det hele ikke skulle være forgæves, men pave Innocens derimod fordømte venetianernes handlinger, da han fik nys om angrebet, og ekskommunikerede dem alle.
Før korshæren nåede videre blev den opsøgt af en østromersk prins, Alexios (senere kejser Alexios 4.), som tilbød hæren tiltrængte forsyninger, en kæmpe sum penge samt massiv militær støtte på ekspeditionen, hvis korsfarerne til gengæld ville indsætte ham som kejser i Konstantinopel. Trods protester og frafald fra store dele af hæren valgte korstogets ledere at tage imod tilbuddet og lagde vejen forbi den østromerske hovedstad.
I Konstantinopel måtte korsfarerne, muligvis imod forventning, kæmpe for at få indsat Alexios. På trods af sin umiddelbart fordelagtige position og sit overlegne militær valgte den siddende kejser Alexios III, den unge Alexios' onkel, at flygte fra byen.
Prinsen blev indsat som kejser Alexios 4. og begyndte at betale korsfarerne, hvad han havde lovet. Han blev dog fanget mellem sine forpligtelser overfor sine nye venner, korsfarerne, og det østromerske aristokrati, som var meget negativt indstillet overfor vesterlændingene. I sidste ende kunne Alexios 4. ikke forhindre åben konflikt med korsfarerne, som nægtede at rejse, før de havde modtaget den lovede betaling.
En højtstående østromersk embedsmand fik efterfølgende Alexios 4. myrdet, og blev selv indsat som kejser Alexios 5. I en efterfølgende belejring af byen lykkedes det imod alle odds korsfarerne at erobre Konstantinopel. Korsfarerne oprettede et nyt rige, Det Latinske Kejserrige, og Balduin af Flandern blev valgt som den første kejser, mens korstogets egentlige leder, markgreve Bonifacius, blev forbigået. Korsfarerne blev travlt optaget af at forsvare deres nye land, og korshæren nåede aldrig til Det hellige land.

## Nordiske korstog mod baltiske egne
I begyndelsen af 1200-tallet var turen kommet til de baltiske lande, blandt andet med danske korstog mod Estland. Korsfarerne drog først og fremmest af sted af religiøs overbevisning, men også med ønsket om at markere sig personligt som riddere, opnå anerkendelse eller finde store rigdomme i det mystiske østen.
Allerede ved midten af 1100-tallet opfordrede paven de danske konger til at føre korstog mod hedningene ved Østersøens sydkyst og de baltiske egne. Fra 1158 førte den danske ledingsflåde under ledelse af kong Valdemar den Store og den indflydelsesrige biskop Absalon krig mod de hedenske vendere for i 1169 at undertvinge disse og lægge øen Rügen under dansk indflydelsessfære. Den stærke danske kongemagt gennemførte i de følgende 50 år større og større erobringer for i 1219 at fuldbyrde korstogsmissionen ved at tvangskristne esterne. Esterne havde ellers forsvaret deres land med næb og kløer, men måtte bøje sig for den danske overmagt i slaget ved Lyndanisse.

## Andre korstog

### Børnekorstoget
I 1212 drog tusindvis af selvproklamerede, våbenløse børn og teenagere fra Nordfrankrig og det vestlige Tyskland for at befri Jerusalem fra muslimerne. Det drejede sig om en folkelig bevægelse uden gejstlig sanktion, og endte i katastrofe for deltagerne. Tragedien startede til pinse, da bønder, hyrder og tjenestefolk samledes ved Chartreskatedralen 13. maj 1212 til den årvisse fremvisning af katedralens fornemme relikvie, jomfru Marias tunika fra den tid, da hun gik gravid med Jesus. En uge senere samledes folk for at bede for bekæmpelsen af muslimer i Spanien, og i Mortemers krønike forlyder det, at børn, sammen med enkelte voksne og ældre mænd, gik i optog gennem gaderne i Frankrig, bærende bannere, kors, røgelseskar og vokslys mens de sang: "Gud herren, oprejs kristenheden! Gud herren, giv os korset tilbage!" Børnene var oftest mellem syv og 14 år, og fraværet af gejstlige personer er påfaldende og understreger bevægelsens rent folkelige ophav.
En ung hyrde, Stephen af Cloyes, tog snart ledelsen. Han påstod, at Kristus havde opsøgt ham forklædt som pilgrim. Stephen tog vel mod pilgrimmen, som afslørede sin identitet og udstyrede ham med et brev, han skulle overrække kong Filip 2. i Saint-Denis. Børnene begav sig afsted, og fik flere med undervejs, så adskillige tusinde nåede frem til hoffet i Saint-Denis. Kongens rådgivere tog imod brevet og diskuterede denne åbne opfordring om et nyt korstog med ham. Filip var ikke spor interesseret, og det hele kunne være løbet ud i ingenting; men i stedet vandrede mange af børnene mod vest, den rute, Peter Eremit havde taget i det første korstog. Undervejs gennem Tyskland i juli og august blev de vel modtaget og hjulpet af lokalbefolkningen, og flere sluttede sig til. Kölnerdomen virkede som et godt udgangspunkt for et ny korstog, og her kom en ny leder til, Nicholas af Köln, som bar et T-formet kors, kaldt et tau, som symbol på Israels børns udgang fra Egypten.
Uheldigvis var 1212 en ualmindelig varm sommer, og mange opgav at krydse Alperne. Sidst i august nåede nogle få tusinde frem til Genova og søgte at komme med skibene, men kaptajnerne afviste at tage nogen gratis med. Nogle slog sig til i Genova; andre søgte vestover til Marseille, hvor de ligeledes blev afvist; en del lykkedes i at vende hjem, hvor de blev til grin. Nogle blev narret om bord i skibe til Alexandria, hvor de blev solgt som slaver. Andre nåede frem til Rom, hvor de bad pave Innocens 3. om at løses fra det korsfarerløfte, de havde aflagt. Ældre mennesker og de, som var yngre end fjorten år, fik anmodningen indvilget, mens resten forblev bundet til løftet. Nicholas af Köln blev sidst set i Brindisi på udkig efter transport til Det hellige land. Muligvis kom han med i det femte korstog. Han har været udlagt som ophav til skikkelsen rottefængeren fra Hameln.

### Det albigensiske korstog
Det albigensiske korstog eller katharkorstoget (1209-1229) var en 20 år lang militær kampagne startet af den romerskkatolske kirke for at udrydde den religion, som blev praktiseret af katharerne i Languedoc, og som den romersk-katolske kirke betragtede som kætteri.

## Korsridderordner
Korsriddere organiserede sig i ridderordner, hvor den første, Tempelridderne blev grundlagt 1118 efter det første korstog for at hjælpe det nye kristne kongerige Jerusalem. Af andre betydelige korsridderordner kan nævnes Tyske orden og Johanniterordenen (oftest omtalt som Malteserordenen).